# José López Tascón
José López Tascón (3. března 1896, Aviados – 20. července 1936, Madrid) byl španělský římskokatolický duchovní, dominikán a mučedník. Katolická církev ho uctívá jako blahoslaveného.

## Život
Narodil se 3. března 1896 v Aviados.
Dne 11. srpna 1897 byl biřmován.
Ve dvanácti letech vstoupil do apoštolské školy v Corias a 24. srpna 1913 vstoupil do noviciátu dominikánů. Stejného dne vystoupili do noviciátu také dva budoucí generálové dominikánského řádu Manuel Suárez Fernández a Aniceto Fernández Alonso. Dne 30. srpna 1914 složil v Padrónu své věčné sliby.
Studoval filosofii v Corias
a teologii v Salamance. Dne 19. února 1921 byl vysvěcen na kněze. Studoval také literaturu na univerzitě v Madridu a publikoval články ve vědecko-literárních časopisech.
Působil jako učitel v Oviedu a Vergaře. Následně odešel do kláštera Atocha v Madridu. Byl pracovitý a laskavý řeholník.
Dne 20. července 1936 byl klášter napaden a vypálen. Milicionáři rozněcovali masy proti řeholníkům, kteří byli při odchodu uráženi a vyhrožovali jim smrtí. Při procházení ulicí Granada byl těžce zraněn kulkou do břicha a odvezen do kasáren Abtao. Poté byl převezen Červeným křížem do nemocnice na ulici Navas de Tolosa. Dne 25. července 1936 zemřel.

## Proces blahořečení
Roku 1961 byl arcidiecézi Madrid zahájen jeho proces blahořečení. Byl zařazen do skupiny 42 mučedníků Dominikánů a Marianistů.
Dne 26. června 2006 uznal papež Benedikt XVI. jejich mučednictví. Blahořečeni byli 28. října 2007.